# M67 무반동총

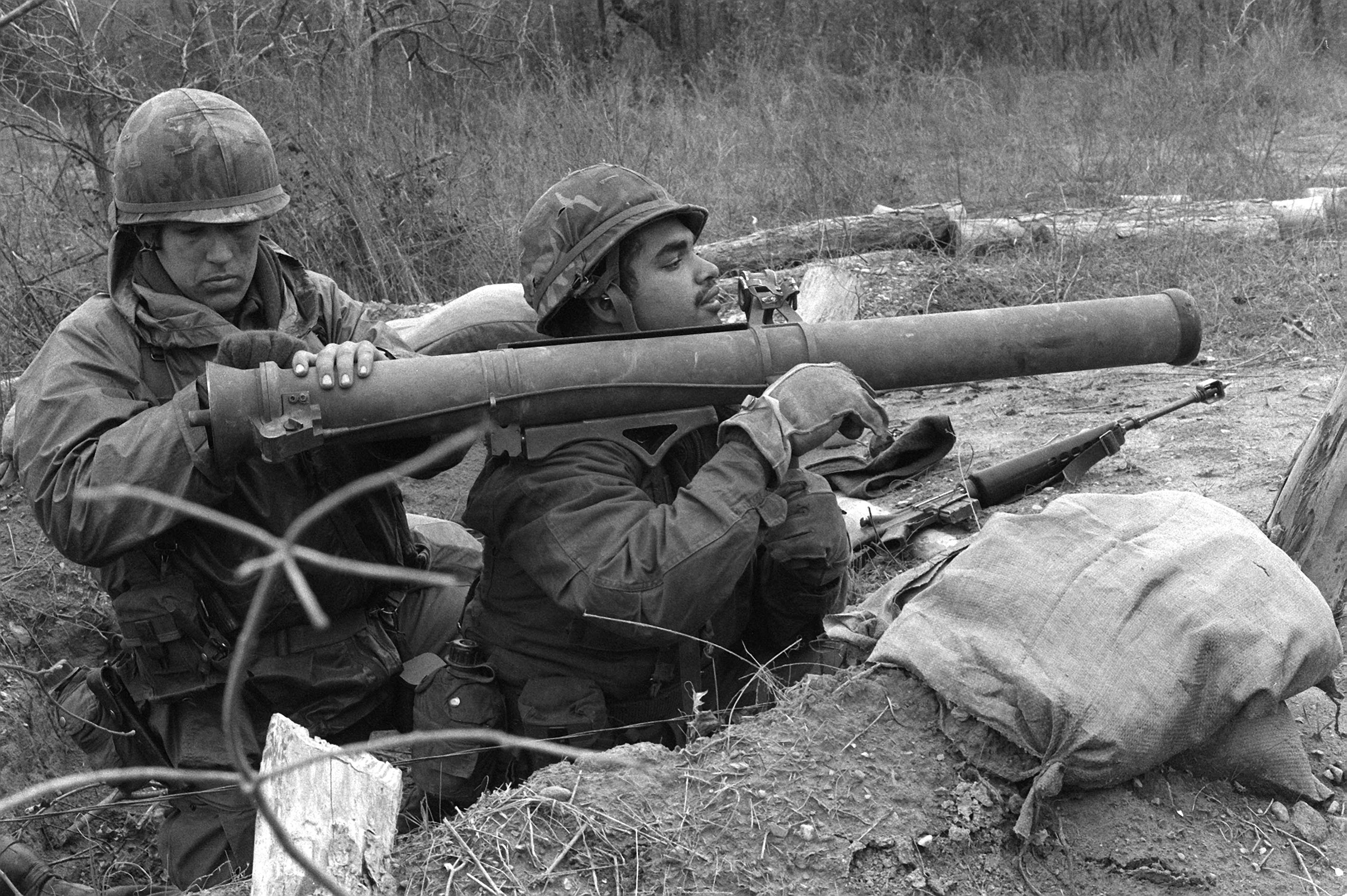
M67 무반동총.

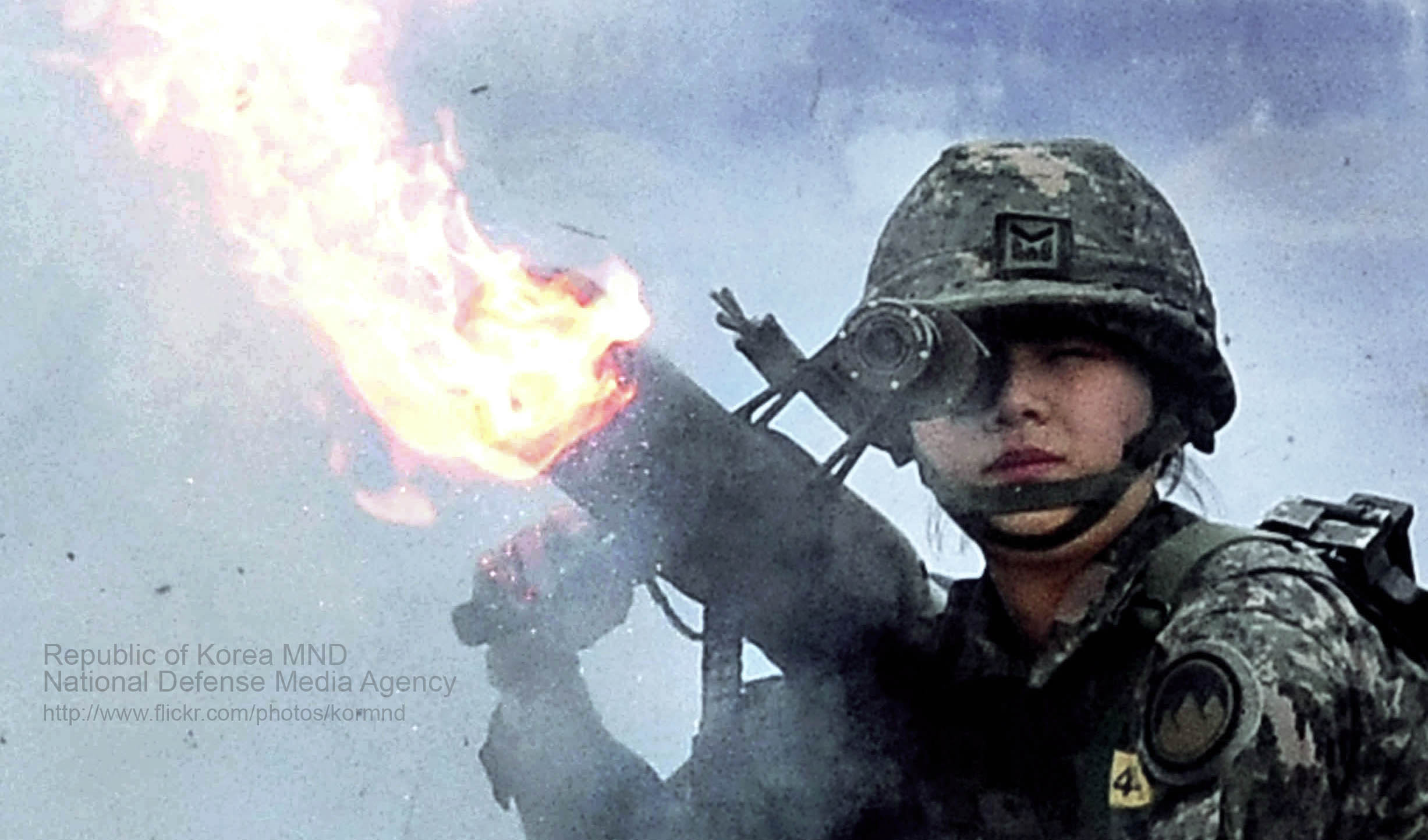
2013년 한국 육군 여군 하사의 M67 무반동총 발사장면

M67 무반동총 또는 90mm는 미국이 1950년 후반 3.5인치 로켓포(RKT)와 57mm 무반동총의 단점을 보완하여 대전차 파괴용으로 사용한 화기(火器)이다.

## 역사
한국전쟁에는 미군이 60mm 바주카포를 사용했다. 무게 7 kg 이었다.
M67 무반동총은 월남전과 중동전에서 실전 운용되었으며, 대한민국 육군에서는 1971년 LSE장비(장기초과장비)로 미군(美軍)으로부터 일부를 인수하여 운영하고 있다. 무게가 17 kg이나 된다.
유사한 스웨덴 사브의 84 mm M2 칼 구스타브 무반동총은 14 kg이었는데, 2014년 신제품인 M4의 무게는 7 kg으로 대폭 줄었다. 공산권에서 유명한 RPG-7이 7 kg이다. 2019년 미국 육군과 미국 해병대는 스웨덴 사브의 84 mm AT4를 사용한다. 역시 무게는 7 kg이다. 원래는 10 kg 이상이었는데, 공산권의 RPG-7이 수십년 동안 유명해지자, 모두 그 무게인 7 kg으로 통일되는 추세이다.
2020년 한국형 대전차 로켓을 실전배치할 계획이다.

## 비교
| 무기           | 직경  | 총구속도 | 탄두         | 관통력 | 유효사거리 | 조준경 |
| -------------- | ----- | -------- | ------------ | ------ | ---------- | ------ |
| M67            | 90 mm | 213 m/s  | 3.06 kg HEAT | 350 mm | 400 m      | 3×     |
| M2 칼 구스타브 | 84 mm | 310 m/s  | 1.70 kg HEAT | 400 mm | 450 m      | 2×     |
| LRAC F1        | 89 mm | 300 m/s  | 2.20 kg HEAT | 400 mm | 600 m      | N/A    |
| RPG-7          | 93 mm | 120 m/s  | 2.60 kg HEAT | 500 mm | 500 m      | 2.5×   |
| B-300          | 82 mm | 280 m/s  | 3.00 kg HEAT | 400 mm | 400 m      | N/A    |

## 같이 보기
- 무반동총
- M40 무반동총